# Дуатлон
Дуатлон — вид спорта, включающий в себя этап бега, затем этап велогонки и затем ещё один этап бега. Дуатлон имеет некоторое сходство с триатлоном. На международном уровне дуатлон регулируется Международным союзом триатлона (ITU).
Соревнования по дуатлону проводятся на короткой, средней (стандартной) и длинной дистанциях. Спринтерская дистанция дуатлона — это бег на 5 км, велогонка на 20 км, и бег на 2,5 км. Стандартная дистанция — 10 км бега, 40 км на велосипеде и 5 км бега. Длинные дистанции не унифицированы, но, например, Powerman Zofingen — это 10 км бега, 150 км на велосипеде и ещё 30 км бега.

## Родственные виды спорта
Дуатлон наиболее близок к триатлону, ключевым отличием является отсутствие плавательного этапа. Другие виды спорта, которые произошли от триатлона — это акватлон, который сочетает в себе плавание и бег, но не включает велоэтап, и аквабайк, сочетающий плавание и велосипед, но не бег.

## Командный дуатлон

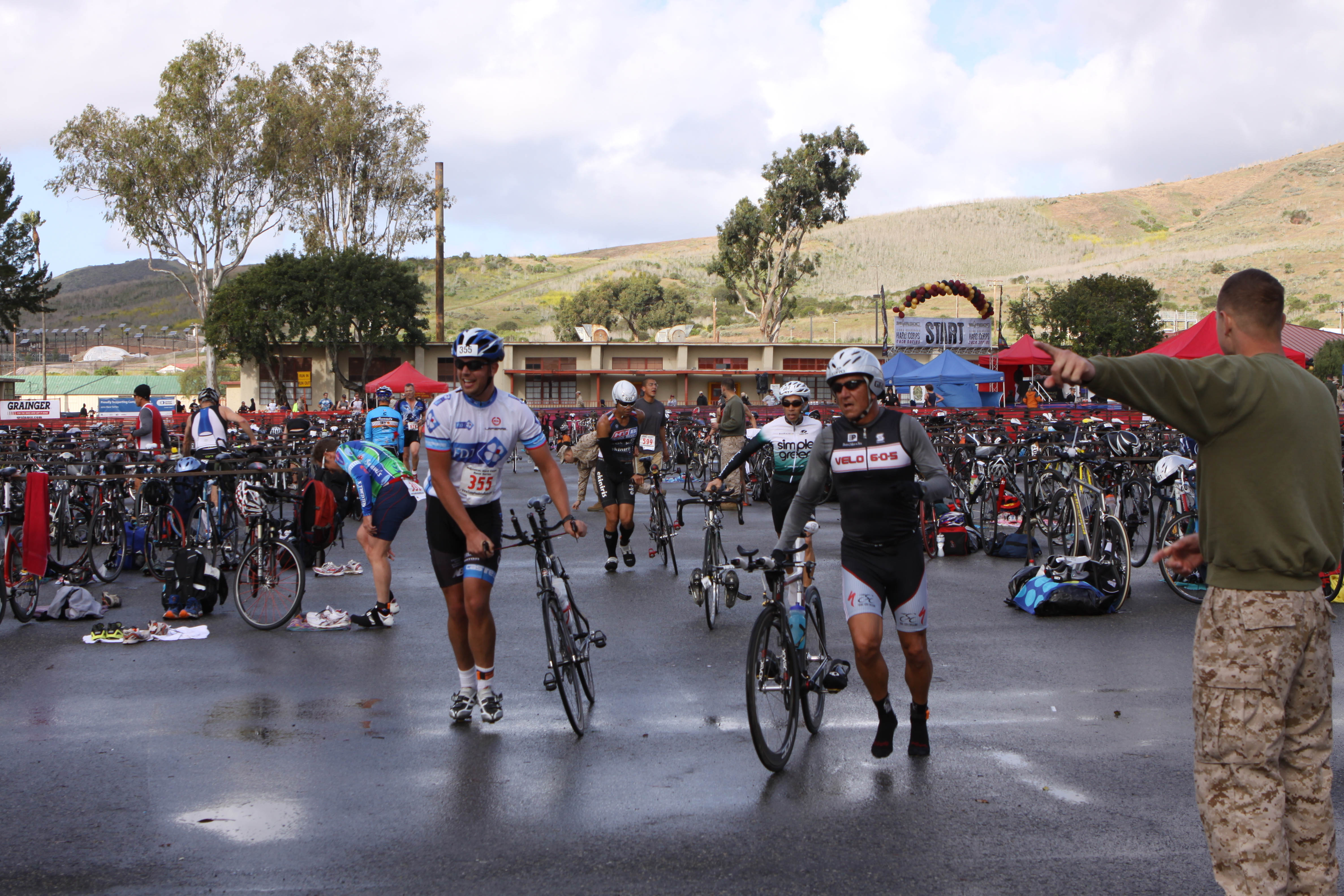
Транзитная зона «бег-велосипед»

Командный дуатлон существует в двух вариантах. В первом варианте, в состав команды входят бегун и велосипедист, которые поочерёдно передают друг другу эстафету в транзитной зоне.
Во втором варианте, оба члена команды проходят дистанцию вместе, при этом один из них бежит, а другой едет на велосипеде. Им разрешено передавать друг другу велосипед, но не разрешается удаляться друг от друга (скажем, больше, чем на 10 метров). Во втором варианте задача состоит в том, чтобы сократить общее время на прохождение дистанции. Это требует эффективной координации между членами команды, что делает гонку более захватывающей. Примером может служить гонка на 100 км вокруг Дрездена, которая является старейшей в своем роде в Германии

## Известные соревнования

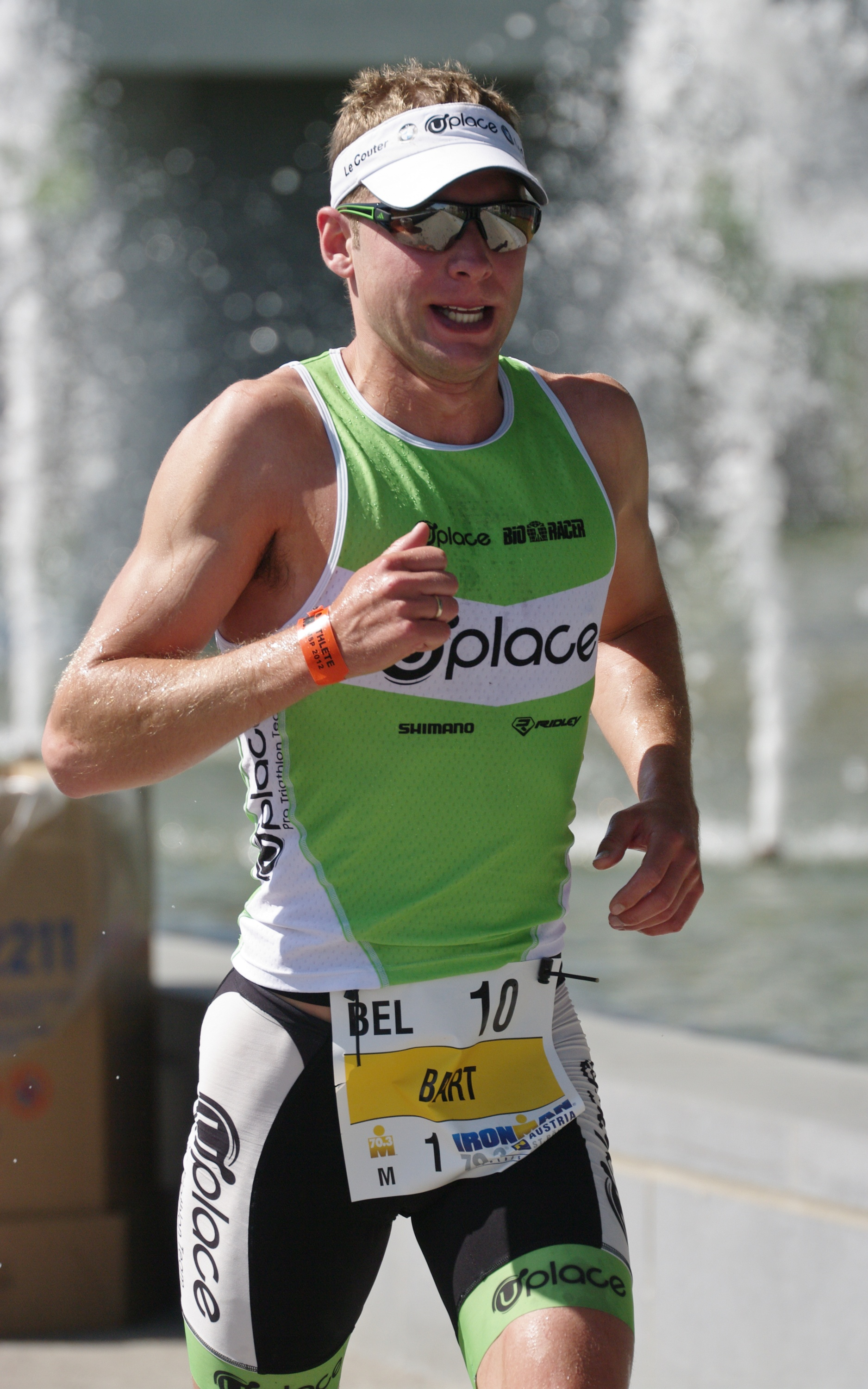
Барт Аэрноутс, чемпион Европы по дуатлону 2013 года

Крупнейший в мире дуатлон на сегодняшний день — это Лондонский дуатлон. Впервые он прошёл 17 сентября 2005 года в Ричмонд-Парк, Суррей и в нём приняли участие около 2500 человек. Основная гонка состояла из 10 км бега, 20 км на велосипеде и 5 км бега. С 2005 года количество участников выросло до 4000 человек, в 2010 году прошла первая ультрадлинная гонка в Лондоне, которая состоит из 20 км бега, 77 км велосипеда и 10 км бега. Ныне «классическая» дистанция состоит из 10 км бега, 44 км на велосипеде и 5 км бега.
Главная дуатлонная гонка в мире — это Powerman Zofingen в Швейцарии. Она включает в себя 10 км бега по холмам, в основном по тропам, затем 150 км велосипеда по горам (три петли по 50 км, каждая из которых проходит по склону Боденбург) и, наконец, 30 км бега по горам (2 петли).
Старейшая дуатлонная серия из проходящих до сих пор организуется Нью-Йоркским триатлонным клубом.
С ростом популярности экстремальных видов спорта в последние несколько лет получила распространение новая форма дуатлона, называемая внедорожным дуатлоном, или «Dirty-Du». Гонка состоит из бега по бездорожью или пересечённой местности, горного велоэтапа и снова бега по пересечённой местности. Dirty-Du, проходящая в Техасе, стала известна благодаря Лэнсу Армстронгу, который выиграл её в 2003 году.

## Известные дуатлеты

### Мужчины
- Кенни Соуза — чемпион мира ITU 1990
- Коен Марис — чемпион мира Powerman Duathlon 2007 (10 км/150 км/30 км)
- Эмилио Мартин — чемпион мира 2012 года на короткой дистанции в Нанси[6]

### Женщины
- Катриона Моррисон — чемпионка мира 2006 и 2010